# Heinrich Studer (Verleger)
Heinrich Studer (* 7. März 1889 in Olten; † 21. Januar 1961 in Wien) war ein Schweizer Verleger.

## Leben
Studer war der Sohn des Kaufmanns Konrad Studer und studierte an der Universität Zürich, der Universität München, der Universität Leipzig und der Humboldt-Universität zu Berlin Rechtswissenschaften, aber auch Kunst und Literaturwissenschaft. 1911 heiratete er in München Klara Aischmann (1890–1977), von der er 1917 wieder geschieden wurde. Aus der Ehe stammt die Tochter Doralies (Dorothea Elisabeth).
Nach der Scheidung gründete Studer in Leipzig den Amalthea-Verlag, dessen Sitz er 1918 nach Wien verlegte. Im selben Jahr veröffentlichte er eigenen Werke u. a. Waldmann, eine Tragödie, und Die Geburt der Venus. Dichtungen, die wenig Anklang fanden. Fortan widmete sich Studer vor allem seiner verlegerischen und herausgeberischen Tätigkeit. Seine geschiedene Frau Klara hatte später eine Liaison mit Rainer Maria Rilke und auch mit Ivan Goll, den sie heiratete; sie ist daher in der Literatur als Claire Goll bekannt.